# Liste der Bodendenkmäler in Bruck (Oberbayern)
Auf dieser Seite sind die Bodendenkmäler in der oberbayerischen Gemeinde Bruck zusammengestellt. Diese Tabelle ist eine Teilliste der Liste der Bodendenkmäler in Bayern. Grundlage ist die Bayerische Denkmalliste, die auf Basis des Bayerischen Denkmalschutzgesetzes vom 1. Oktober 1973 erstmals erstellt wurde und seither durch das Bayerische Landesamt für Denkmalpflege geführt wird. Die folgenden Angaben ersetzen nicht die rechtsverbindliche Auskunft der Denkmalschutzbehörde.

## Bodendenkmäler in Bruck
| Lage       | Objekt | Akten-Nr.     | Bild |
| ---------- | --- | ------------- | ---- |
| (Standort) | Burgstall des späten Mittelalters und der frühen Neuzeit („Burg Wildenholzen“) sowie untertägige spätmittelalterliche und frühneuzeitliche Befunde im Bereich der ehem. Burgkapelle und Kath. Filialkirche St. Andreas. | D-1-7937-0003 |      |
| (Standort) | Abgegangene Kirche des Mittelalters und der frühen Neuzeit („St. Johannes d. Täufer in Bauhof“) sowie Körper- und Tuffplattengräber des frühen Mittelalters.                                                            | D-1-7937-0004 |      |
| (Standort) | Tuffplattengräber des frühen Mittelalters. | D-1-7937-0005 |      |
| (Standort) | Siedlung der römischen Kaiserzeit und Körpergräber des frühen Mittelalters. | D-1-7937-0008 |      |
| (Standort) | Körpergräber des frühen Mittelalters. | D-1-7937-0010 |      |
| (Standort) | Körpergräber des frühen Mittelalters. | D-1-7937-0011 |      |
| (Standort) | Viereckschanze der späten Latènezeit. | D-1-7937-0012 |      |
| (Standort) | Burgstall des frühen oder hohen Mittelalters. | D-1-7937-0074 |      |
| (Standort) | Untertägige spätmittelalterliche und frühneuzeitliche Befunde im Bereich der Kath. Kirche Filialkirche St. Michael in Alxing und ihrer Vorgängerbauten sowie Körpergräber (Tuffplattengräber) des frühen Mittelalters.  | D-1-7937-0123 |      |
| (Standort) | Untertägige mittelalterliche und frühneuzeitliche Befunde im Bereich der Kath. Pfarrkirche St. Peter und Paul in Bruck und ihrer Vorgängerbauten.                                                                       | D-1-7937-0175 |      |
| (Standort) | Untertägige mittelalterliche und frühneuzeitliche Befunde im Bereich der Kath. Filialkirche St. Kastulus in Pullenhofen mit aufgelassenem Friedhof.                                                                     | D-1-7937-0178 |      |
| (Standort) | Untertägige mittelalterliche und frühneuzeitliche Befunde im Bereich der Kath. Filialkirche St. Georg in Taglaching und ihrer Vorgängerbauten.                                                                          | D-1-7937-0180 |      |
| (Standort) | Grabhügel vorgeschichtlicher Zeitstellung. | D-1-7937-0199 |      |